# Giovanni Matteo Contarini
Giovanni Matteo Contarini († 1507) war ein venezianischer Kartograph. 

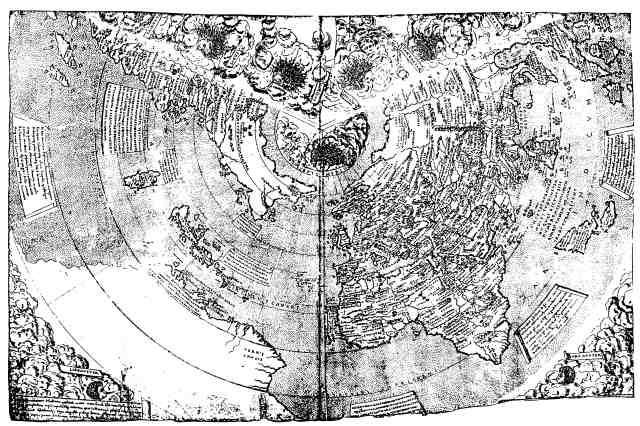
Die Contarini-Rosselli-Weltkarte, 1506

Contarini stellte eine berühmte Weltkarte zusammen, die von dem Florentiner Kupferstecher Francesco Rosselli 1506 gestochen wurde. Die Contarini-Rosselli-Weltkarte ist die älteste erhaltene, durch ein drucktechnisches Verfahren hergestellte, Karte, auf der ein Teil des amerikanischen Kontinents abgebildet ist. Das einzige bekannte Exemplar der Karte wird in der British Library aufbewahrt.

## Familie
Giovanni Matteo Contarini war ein Mitglied der venezianischen Patrizierfamilie der Contarini. Er war der zweite Sohn des Marco Contarini di Ruggero aus dem Sprengel von San Cassian (San Cassiano).

## Ausgabe
- Map Of The World Designed By Giovanni Matteo Contarini. Engraved by Francesco Roselli 1506. 2. Ed. London, British Museum 1926.